# Lacínia
El terme lacínia s'utilitza per anomenar qualsevol dels lòbuls del calze o de la corol·la d'una flor, i també a les diferents tires o segments en què estan dividides les fulles d'algunes plantes.